# Mattak
Mattak er en traditionel grønlandsk spise af hvalhud. Mattak anses for en delikatesse og spises ofte ved festlige lejligheder. Hvalhuden spises hyppigt rå, men kan koges eller steges.
Ofte anvendes huden fra hvidhval, grønlandshval eller narhval.
Traditionelt har mattak været en vigtig kilde til C-vitamin for inuit.